# Bones McKinney
Horace Albert « Bones » McKinney (né le 1er janvier 1919 à Lowland (en), Caroline du Nord ; décédé le 16 mai 1997) était un ancien joueur et entraîneur de basket-ball.

## Biographie
Ailier issu de l'université d'État de Caroline du Nord, McKinney a eu une carrière de six années en NBA, la plupart avec la franchise défunte des Capitols de Washington. Il joua aussi pour les Celtics de Boston. Lors de sa dernière année avec les Capitols (lors de la saison 1950-1951), McKinney fut entraîneur-joueur; l'équipe fut alors dissoute en cours de saison.
McKinney devint ensuite entraîneur de l'université Wake Forest menant l'équipe à deux titres de champion de la Atlantic Coast Conference et à une participation au Final Four en 1962. Il entraîna également les Cougars de la Caroline en ABA.

## Palmarès
- All-BAA First Team (1947)
- All-BAA Second Team (1949)